# Nothoscordum
Nothoscordum là chi thực vật có hoa trong họ Amaryllidaceae.
Chi này rất có thể là cận ngành.
Các loài trong chi này là bản địa Bắc và Nam Mỹ, mặc dù một vài loài đã tự nhiên hóa ở những nơi khác thuộc Cựu Thế giới.

### Các loài
The Plant List liệt kê 87 loài (gồm 84 loài trong phần này trừ N. muscorum và cộng thêm N. dialystemon tại phần có thể tách ra cùng N. andinum và N. serenense tại phần chuyển đi),, hơi khác một chút với danh sách do World CheckList of Selected Plant Families (WCSP) cung cấp (89 loài). Một số tác giả khác gợi ý nó chỉ chứa 20 loài.
1. Nothoscordum achalense Ravenna, 1990 - Tỉnh Córdoba, Argentina.
2. Nothoscordum albitractum Ravenna, 2001 - Tỉnh Jujuy, Argentina.
3. Nothoscordum altillanense Ravenna & Biurrun, 2002 - Tỉnh La Rioja, Argentina.
4. Nothoscordum andicola Kunth, 1843 - Peru, Bolivia, bắc Chile, bắc Argentina.
5. Nothoscordum aparadense Ravenna, 2001 - Bang Santa Catarina, Brasil.
6. Nothoscordum arenarium Herter, 1937 - Bắc Argentina, Uruguay.
7. Nothoscordum auratum Ravenna, 2002 - Uruguay.
8. Nothoscordum bahiense Ravenna, 1991 - Bahia ở Brasil.
9. Nothoscordum balaenense Ravenna, 1971 - Uruguay.
10. Nothoscordum basalticum Ravenna, 1991 - Tỉnh Corrientes, Argentina.
11. Nothoscordum bivalve (L.) Britton trong N.L.Britton & A.Brown, 1896 - Miền nam Hoa Kỳ từ California tới Virginia, Mexico, Colombia, Peru, Argentina, Chile, Uruguay.
12. Nothoscordum boliviense Ravenna, 1978 - Bolivia, bắc Argentina.
13. Nothoscordum bonariense (Pers.) Beauverd, 1909 - Bắc Argentina, Uruguay, nam Brasil.
14. Nothoscordum × borbonicum Kunth, 1843 - Bắc Argentina (= N. entrerianum × N. gracile).
15. Nothoscordum calcaense Ravenna, 2002 - Peru.
16. Nothoscordum calderense Ravenna, 2003 - Tỉnh Salta, Argentina.
17. Nothoscordum cambarense Ravenna, 2004 - Rio Grande do Sul, Brasil.
18. Nothoscordum capivarinum Ravenna, 1978 - Bang Paraná, Brasil.
19. Nothoscordum carambolense Ravenna, 2001 - Tỉnh Corrientes, Argentina.
20. Nothoscordum catharinense Ravenna, 1988 - Bang Santa Catarina, Brasil.
21. Nothoscordum clevelandicum Ravenna, 1991 - Bang Paraná, Brasil.
22. Nothoscordum collinum Ravenna, 1989 - Rio Grande do Sul, Brasil.
23. Nothoscordum conostylum Ravenna, 1991 - Tỉnh Entre Ríos, Argentina.
24. Nothoscordum correntinum Ravenna, 1991 - Tỉnh Corrientes, Argentina.
25. Nothoscordum curvipes Ravenna, 1991 - Bang Paraná, Brasil.
26. Nothoscordum cuyanum Ravenna, 2001 - Các tỉnh San Juan và Mendoza, Argentina.
27. Nothoscordum demissum Ravenna, 1990 - Vùng Cusco, Peru.
28. Nothoscordum dynamiandrum Ravenna, 2001 - Tỉnh Jujuy, Argentina.
29. Nothoscordum empedradense Ravenna, 2003 - Tỉnh Corrientes, Argentina.
30. Nothoscordum entrerianum Ravenna, 1972 - Tỉnh Entre Ríos, Argentina.
31. Nothoscordum exile Ravenna, 1978 - Bang Paraná, Brasil.
32. Nothoscordum famatinense Ravenna, 2002 - Tỉnh La Rioja, Argentina.
33. Nothoscordum gaudichaudianum Kunth, 1843 - Uruguay và tỉnh Entre Ríos, Argentina.
34. Nothoscordum glareosum Ravenna, 2002 - Tỉnh Corrientes, Argentina.
35. Nothoscordum gracile (Aiton) Stearn, 1986 - Phổ biến rộng từ nam Mexico tới Chile; tự nhiên hóa ở đông nam Hoa Kỳ, California, và thưa thớt ở châu Âu, châu Á, châu Phi, Australia cùng một số đảo trên đại dương.
36. Nothoscordum gracilipes Ravenna, 1988 - Nam Brasil.
37. Nothoscordum ibiramense Ravenna, 1990 - Bang Santa Catarina, Brasil.
38. Nothoscordum ineanum Ravenna, 2001 - Tỉnh Chaco, Argentina.
39. Nothoscordum inundatum Ravenna, 2002 - Tỉnh Corrientes, Argentina.
40. Nothoscordum ipacarainum Ravenna, 1991 - Paraguay.
41. Nothoscordum itatiense Ravenna, 2003 - Tỉnh Corrientes, Argentina.
42. Nothoscordum izaguirreae Crosa, 2006 - Uruguay.
43. Nothoscordum jaibanum Ravenna, 2000 - Minas Gerais, Brasil.
44. Nothoscordum leptogynum Ravenna, 1991 - Rio Grande do Sul, Brazil.
45. Nothoscordum luteomajus Ravenna, 2001 - Bang Paraná, Brasil.
46. Nothoscordum luteominus Ravenna, 2003 - Tỉnh Buenos Aires, Argentina.
47. Nothoscordum macrantherum (Kuntze) Beauverd, 1908 - Paraguay
48. Nothoscordum mahui Traub, 1973 - Vùng Santiago, Chile.
49. Nothoscordum moconense Ravenna, 1990 - Tỉnh Misiones, Argentina.
50. Nothoscordum modestum Ravenna, 1991 - Paraguay.
51. Nothoscordum montevidense Beauverd, 1906 - Uruguay, bắc Argentina, nam Brasil.
52. Nothoscordum muscorum Ravenna, 1991[11] -
53. Nothoscordum nublense Ravenna, 1972 - Vùng Biobío, Chile.
54. Nothoscordum nudicaule (Lehm.) Guagl., 1972 - Uruguay, Bolivia, Argentina, nam Brasil.
55. Nothoscordum nudum Beauverd, 1909 - Uruguay và tỉnh Entre Ríos, Argentina.
56. Nothoscordum nutans Ravenna, 2004 - Bang Paraná, Brasil.
57. Nothoscordum pachyrhizum Ravenna, 1991 - Uruguay.
58. Nothoscordum paradoxum Ravenna, 1991 - Uruguay.
59. Nothoscordum patricium Ravenna, 1991 - Tỉnh Corrientes, Argentina.
60. Nothoscordum pedersenii Ravenna, 2002 - Tỉnh Corrientes, Argentina.
61. Nothoscordum pernambucanum Ravenna, 2002 - Đông Brasil.
62. Nothoscordum planifolium Ravenna, 2004 - Uruguay.
63. Nothoscordum portoalegrense Ravenna, 1991 - Rio Grande do Sul, Brasil.
64. Nothoscordum pulchellum Kunth, 1843 - Trung Brasil.
65. Nothoscordum punillense Ravenna, 2002 - Tỉnh Córdoba + San Luis, Argentina.
66. Nothoscordum rigidiscapum Ravenna, 2001 - Uruguay.
67. Nothoscordum saltense Ravenna, 2000 - Tỉnh Salta + Catamarca, Argentina.
68. Nothoscordum scabridulum Beauverd, 1909 - Uruguay.
69. Nothoscordum sengesianum Ravenna, 1991 - Uruguay.
70. Nothoscordum setaceum (Baker) Ravenna, 1968 - Uruguay.
71. Nothoscordum stenandrum Ravenna, 1989 - Nam Brasil.
72. Nothoscordum subtile Ravenna, 2001 - Uruguay.
73. Nothoscordum tafiense Ravenna, 2002 - Tỉnh Tucumán, Argentina.
74. Nothoscordum tarijanum Ravenna, 2002 - Bolivia và tỉnh Jujuy, Argentina.
75. Nothoscordum tenuifolium Ravenna, 1989 - Tỉnh Entre Ríos, Argentina.
76. Nothoscordum tibaginum Ravenna, 1991 - Nam Brasil.
77. Nothoscordum tricostatum Ravenna, 2002 - Tỉnh Jujuy, Argentina.
78. Nothoscordum tuyutiense Ravenna, 2003 - Tỉnh Corrientes, Argentina.
79. Nothoscordum umburucuyanum Ravenna, 2003 - Tỉnh Corrientes, Argentina.
80. Nothoscordum uruguaianum Ravenna, 1989 - Bắc Argentina, nam Brasil.
81. Nothoscordum velazcoense Ravenna, 2002 - Tỉnh La Rioja, Argentina.
82. Nothoscordum vernum Phil., 1896 - Trung Chile.
83. Nothoscordum vigilense Ravenna, 2001 - Tỉnh Jujuy, Argentina.
84. Nothoscordum yalaense Ravenna, 2003 - Tỉnh Jujuy, Argentina.
85. Nothoscordum yatainum Ravenna, 2002 - Tỉnh Corrientes, Argentina.

## Có thể tách ra
Nếu Beauverdia được công nhận như một chi độc lập thì 4 loài có trong danh sách của WCSL sau đây sẽ thuộc về chi này.
1. Nothoscordum dialystemon (Guagl.) Crosa, 1975 = Beauverdia dialystemon
2. Nothoscordum felipponei Beauverd, 1921 = Beauverdia sellowiana[11]
3. Nothoscordum hirtellum (Kunth) Herter, 1927 = Beauverdia hirtella[11]
4. Nothoscordum vittatum (Griseb.) Ravenna, 1968 = Beauverdia vittata[11] - Uruguay, bắc Argentin, nam Brasil.

### Đồng nghĩa
- Nothoscordum canescens = Beauverdia hirtella (= Nothoscordum hirtellum)
- Nothoscordum lloydiiflorum = Beauverdia vittata (= Nothoscordum vittatum)
- Nothoscordum lorentzii = Beauverdia lorentzii (= Nothoscordum hirtellum subsp. lorentzii)
- Nothoscordum ostenii = Beauverdia sellowiana (= Nothoscordum felipponei)
- Nothoscordum subsessile = Beauverdia hirtella (= Nothoscordum hirtellum)
- Nothoscordum uniflorum = Beauverdia vittata (= Nothoscordum vittatum)

## Chuyển đi
Một vài danh pháp đã từng sử dụng tên gọi Nothoscordum nhưng hiện tại được coi là thuộc các chi khác như Allium, Latace (= Zoellnerallium), Oziroe, Tristagma.
- Nothoscordum andinum[13] = Latace andina
- Nothoscordum aureum (Kellogg) Hook.f., 1871 không (Lindl.) I.M.Johnst. & Parodi, 1930 = Bloomeria crocea var. aurea.
- Nothoscordum fictile = Oziroe acaulis
- Nothoscordum graminifolium = Tristagma graminifolium
- Nothoscordum inodorum = Allium neapolitanum
- Nothoscordum inutile = Allium inutile
- Nothoscordum mairei = Allium wallichii
- Nothoscordum neriniflorum = Allium neriniflorum
- Nothoscordum serenense = Latace serenense[13]
- Nothoscordum sessile = Oziroe acaulis
- Nothoscordum siculum = Allium siculum
- Nothoscordum sulvia = Allium tuberosum
- Nothoscordum tubiflorum = Allium tubiflorum

## Phát sinh chủng loài
Cây phát sinh chủng loài vẽ theo Sassone et al. (2014)

|  | Ipheion   |
|  |           |
|  | Tristagma |
|  |           |

|  | \| \| Zoellnerallium = Latace \| \| \| \| \| \| Nothoscordum \| \| \| \| |
|  |                                                                          |
|  | Beauverdia                                                               |
|  |                                                                          |
|  | Zoellnerallium = Latace                                                  |
|  |                                                                          |
|  | Nothoscordum                                                             |
|  |                                                                          |

|  | Zoellnerallium = Latace |
|  |                         |
|  | Nothoscordum            |
|  |                         |

|  | Ipheion   |
|  |           |
|  | Tristagma |
|  |           |

|  | \| \| Zoellnerallium = Latace \| \| \| \| \| \| Nothoscordum \| \| \| \| |
|  |                                                                          |
|  | Beauverdia                                                               |
|  |                                                                          |
|  | Zoellnerallium = Latace                                                  |
|  |                                                                          |
|  | Nothoscordum                                                             |
|  |                                                                          |

|  | Zoellnerallium = Latace |
|  |                         |
|  | Nothoscordum            |
|  |                         |

|  | Ipheion   |
|  |           |
|  | Tristagma |
|  |           |

|  | \| \| Zoellnerallium = Latace \| \| \| \| \| \| Nothoscordum \| \| \| \| |
|  |                                                                          |
|  | Beauverdia                                                               |
|  |                                                                          |
|  | Zoellnerallium = Latace                                                  |
|  |                                                                          |
|  | Nothoscordum                                                             |
|  |                                                                          |

|  | Zoellnerallium = Latace |
|  |                         |
|  | Nothoscordum            |
|  |                         |

|  | Ipheion   |
|  |           |
|  | Tristagma |
|  |           |

|  | \| \| Zoellnerallium = Latace \| \| \| \| \| \| Nothoscordum \| \| \| \| |
|  |                                                                          |
|  | Beauverdia                                                               |
|  |                                                                          |
|  | Zoellnerallium = Latace                                                  |
|  |                                                                          |
|  | Nothoscordum                                                             |
|  |                                                                          |

|  | Zoellnerallium = Latace |
|  |                         |
|  | Nothoscordum            |
|  |                         |

Cây phát sinh chủng loài vẽ theo Souza et al. (2016).

|  | Ipheion   |
|  |           |
|  | Tristagma |
|  |           |

|  | Leucocoryne             |
|  |                         |
|  | Zoellnerallium = Latace |
|  |                         |

|  | Ipheion   |
|  |           |
|  | Tristagma |
|  |           |

|  | Leucocoryne             |
|  |                         |
|  | Zoellnerallium = Latace |
|  |                         |

|  | Ipheion   |
|  |           |
|  | Tristagma |
|  |           |

|  | Leucocoryne             |
|  |                         |
|  | Zoellnerallium = Latace |
|  |                         |

|  | Ipheion   |
|  |           |
|  | Tristagma |
|  |           |

|  | Leucocoryne             |
|  |                         |
|  | Zoellnerallium = Latace |
|  |                         |

## Hình ảnh

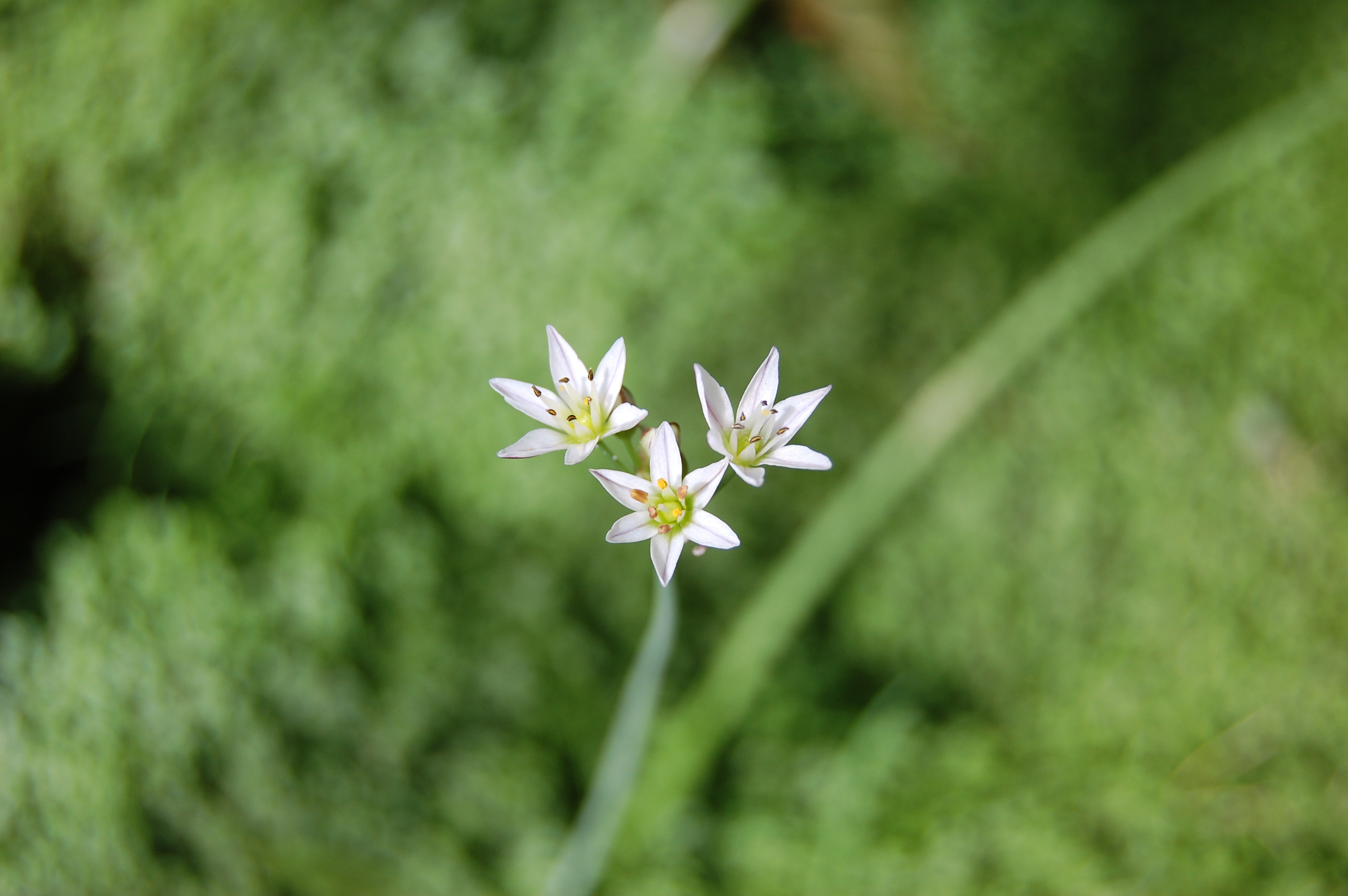
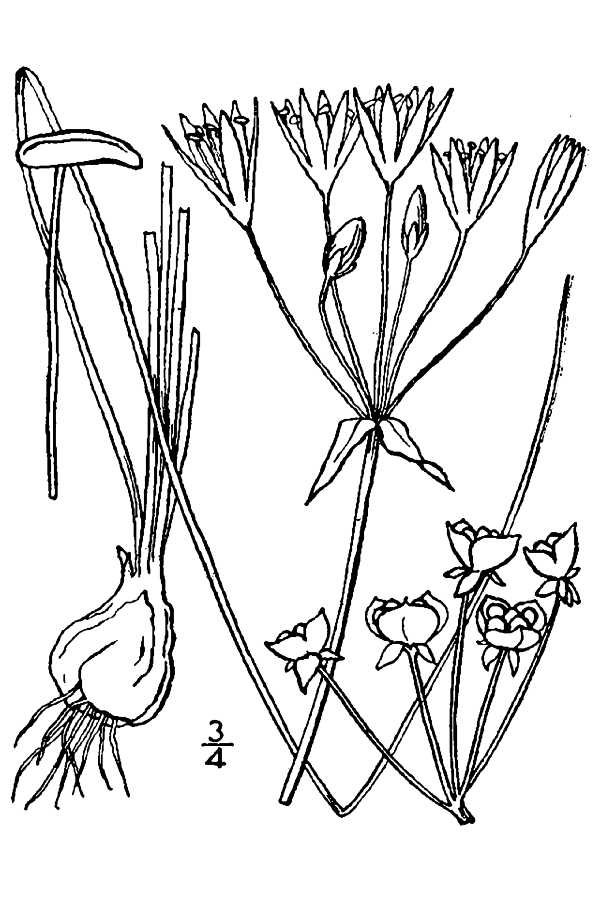